# 暗黒街のふたり
『暗黒街のふたり』（Deux Hommes dans la ville）は、1973年のフランス・イタリアの映画。監督はジョゼ・ジョヴァンニ。ジャン・ギャバンとアラン・ドロンが最後に共演した作品である。

## ストーリー
ジーノ（Ａ・ドロン）は三十歳。十年前に銀行強盗の首領として逮捕され、十二年の刑を受けたが、保護司のジェルマン・カズヌーブ（Ｊ・ギャバン）の力添えによって出所することが出来た。彼には美しい妻ソフィー（Ｉ・オッキーニ）が待っていた。ジーノの新しい生活が始まった。妻は小さな花屋を経営しており、それは質素だが、明るい、楽しい日々だった。ある日、ジーノの出所を知った昔の仲間がやってきた。再び手を組んで大仕事をしようという。ジーノはきっぱりと断わった。犯罪歴を持つ者はパリを始め、大都会、港町に住むことを許されない、いわゆる“所払い”というやつだ。ジーノと妻はやがてモー市に移住した。一方、ジェルマンもモンペリエに移住した。軽犯罪係への転勤ということだが、ていのいい左遷であった。それでも、ジーノとジェルマンの家族は、週末にはピクニックに出かけた。突然、悲劇がジーノを襲った。楽しいピクニックの帰路、暴走してくる二台の車を避けようとしたジーノのスポーツカーは横転して、大破したのだ。この事故で最愛の妻ソフィーが死んだ。自暴自棄の日々が続いた。月日が流れ、ようやく傷が癒えると、ジェルマンのすすめでモンペリエに移り、刑務所で身につけた印刷技術に助けられ、印刷工場で働くことになった。そして、新しい恋人ルシー（Ｍ・ファーマー）がジーノの前に現われた。同時に、ジーノの運命を変えるもう一人の人間が出現した。この地に赴任してきたゴワトロー警部（Ｍ・ブーケ）だった。もう忘れかけていた十年前、銀行に押し入ったジーノを捕えたのがゴワトローだった。以後、ゴワトローの執拗な監視の眼が、ジーノを追い廻し始めた。ある日、ジェルマンのところへ、ルシーがとび込んできた。「ジーノが警察に留置されている」。容疑は何もなかったが、ゴワトローは異常な程ジーノを憎んでいた。偶然、ガソリン・スタンドで昔の仲間と会ったことが、ゴワトローの気に入らなかったのだ。しかし、ジーノは二度と昔の仲間と仕事する気はない。ゴワトローは彼を信ぜず、二度と奴らに会わない宣誓書を書けという。無茶苦茶な要求だったが前科者は常に弱い。釈放されてからも、ゴワトローの追求は続いた。そんなとき、昔の仲間が銀行を襲った。もちろんジーノとは無関係だったが、ゴワトローはジーノが首領だと思いこんでいる。重傷を負った一人を病室のベッドで尋問するが、ジーノの犯行を立証出来ないゴワトローは、ついに彼の家にまで押しかけ、ルシーを脅迫する。これを蔭で盗み見ていたジーノの怒りが爆発した。ゴワトローがルシーの身体に手をかけたときジーノはゴワトローに襲いかかり、首をしめ上げた。ゴワトローは死に、ジーノは逮捕された。公判、過去に犯した行為が決定的に心証を悪くしている上、被害者は刑事だ。検事のたくみな弁舌がより一層、極悪人としてのジーノを印象づけた。ジーノの女性弁護士（Ｍ・リボフスカ）は、犯罪を誘う要素が、この国に存在することを強く指摘した。処刑の際の十七世紀の遺物ギロチンが、いまだに使われているような古さを、あの劣悪な刑務所内の環境を。しかし、裁判官も陪審員も彼女の弁論には無関心であった。既に結論は最初から出ていたのだ。判決が出た。求刑どうり死刑だった。大統領への助命嘆願も拒否され、処刑の日がやってきた。ギロチン前に引きだされたジーノが、最後に振り向いたときの眼が、ジェルマンの心に焼きついた。

## キャスト
※括弧内は日本語吹替（初回放送1977年4月17日『日曜洋画劇場』）
- ジェルマン・カズヌーブ：ジャン・ギャバン（森山周一郎）
- ジーノ・ストラブリッギ：アラン・ドロン（野沢那智）
- ルーシー：ミムジー・ファーマー（木村夏江）
- マルセル：ビクター・ラヌー（加藤精三）
- イブリン：セシル・ヴァソール（此島愛子）
- ソフィー：イラリア・オッキーニ（大橋芳枝）
- 印刷所経営者：グイド・アルベルティ（宮内幸平）
- ジーノの弁護士：マルカ・リボウスカ（公卿敬子）
- ジュヌヴィエーヴ：クリスティーヌ・ファブレガ（岡本茉利）
- 若い詐欺師：ジェラール・ドパルデュー
- アンドレ：ロバート・カステル（池田勝）
- 刑務所長：アルマン・メストラル（峰恵研）
- 検事：ジャック・モノー（島宇志夫）
- フレデリック：ベルナール・ジロドー（石丸博也）
- ゴワトロー警部：ミシェル・ブーケ（富田耕生）
  - その他吹替：寺島幹夫、若本紀昭、玄田哲章

## スタッフ
- 監督・脚本：ジョゼ・ジョヴァンニ
- 台詞：ジョゼ・ジョヴァンニ、ダニエル・ブーランジェ
- 撮影：ジャン＝ジャック・タルベ
- 音楽：フィリップ・サルド